# Kastanjejakamar
Kastanjejakamar (Galbalcyrhynchus purusianus) är en fågel i familjen jakamarer inom ordningen jakamar- och trögfåglar.

## Utbredning och systematik
Fågeln förekommer i tropiska östra Peru, norra Bolivia och västra Amazonområdet i Brasilien. Den behandlas som monotypisk, det vill säga att den inte delas in i några underarter.

## Status
Arten har ett stort utbredningsområde och beståndet anses vara stabilt. Internationella naturvårdsunionen IUCN listar den därför som livskraftig (LC).